# Хартсуфф, Джордж
Джордж Лукас Хартсуфф (George Lucas Hartsuff) (28 мая 1830 — 16 мая 1874) — американский кадровый военный, выпускник Вест-Пойнта, генерал армии Союза в годы гражданской войны.

## Ранние годы
В 1848 году Хартсуфф поступил в военную академию Вест-Пойнт и окончил её 19-м по успеваемости в выпуске 1852 года. Он был определён в 4-й артиллерийский полк во временном звании второго лейтенанта. Его направили в форт Коламбус в Нью-Йорке, затем на фронтир, в техасский Форт-Браун (1852-1853), а в 1854-1855 он участвовал в войнах с семинолами. 12 июня 1853 года Хартсуфф получил постоянное звание второго лейтенанта.
С декабря 1854 по май 1855 года он находился на топографической службе. 8 марта 1855 года получил звание первого лейтенанта.
20 декабря 1855 года был тяжело ранен в перестрелке у форта Дрейн во Флориде. С 29 сентября 1856 по 14 июня 1859 года преподавал в Вест-Пойнте артиллерийскую тактику. Впоследствии служил в форте Макинак в Мичигане (1859-1860), провёл два года в отпуске (1860-1861), а затем стал служить в гарнизоне Вашингтона. 22 марта 1861 года получил временное звание капитана штаба.

## Гражданская война
Когда началась война, Хартсуфф поступил в штаб генерала Роузкранса и участвовал в боевых действиях в Западной Виджинии. Одно время он даже служил начальником штаба Горного Департамента. 15 апреля 1862 года Хартсуфф получил звание бригадного генерала добровольческой армии. 30 апреля он принял командование бригадой Эберкромби, которая состояла из четырёх полков:
- 12-й Массачусетский пехотный полк: полк. Флетчер Вебстер
- 13-й Массачусетский пехотный полк: полк. Самуэль Леонард
- 12-й Индианский пехотный полк
- 16-й Индианский пехотный полк.

Бригада входила в дивизию Альфеуса Уильямса, а 10 мая стала 3-й бригадой дивизии Эдварда Орда. В том же мае индианские полки вывели из состава бригады и ввели 83-й Нью-Йоркский и 11-й Пенсильванский полки. 26 июня 1862 года дивизия Орда стала 2-й дивизией III корпуса Вирджинской армии, а командование принял Джеймс Рикеттс. Бригада Хартсуффа приняла участие во Втором сражении при Булл-Ран, но сам Хартсуфф отсутствовал: у него резко ухудшилось здоровье и командование заставило его временно сдать командование полковнику Стайлсу (22 августа).
Он вернулся к командованию, когда началась Мэрилендская кампания, и 17 сентября принял участие в сражении при Энтитеме. Генерал Рикеттс послал в наступление его бригаду, которая начала наступление, прикрытая слева бригадой Кристиана, а справа бригадой Дьюри. Перед тем, как войти в лес Иствуд, Хартсуфф выехал вперёд на рекогносцировку и в этот момент попал под бомбардировку артиллерии Стивена Ли. Хартсуфф получил тяжёлое ранение и сдал командование полковнику Коултеру. Смена командования задержала наступление бригады, когда же Коултер сумел двинуть её вперёд, она попала под удар луизианской бригады Хайса.
Хартсуффа доставили во Фредерик, где его лично навещал президент Линкольн. За храбрость при Энтитеме ему присвоили временное звание полковника регулярной армии. Ранение вывело его из строя до 19 декабря. 29 ноября 1862 года он получил звание генерал-майора. До 14 апреля Хартсуфф служил на различных тыловых постах, а 27 апреля возглавил XXIII корпус Огайской армии. С апреля по ноябрь Хартсуфф воевал в Кентукки, но с ноября 1863 по июль 1864 снова ушёл в отпуск из-за осложнений энтитемского ранения. Он возглавлял трибунал, потом снова ушёл в отпуск и только 19 марта принял участие в боевых действиях под Питерсбергом.
13 марта 1865 года получил временное звание генерал-майора регулярной армии.
С мая по август 1865 года Хартсуфф служил в дистрикте Ноттовей в Вирджинии, потом до декабря ожидал приказов. 24 августа 1865 года покинул добровольческую армию. С 30 декабря 1865 по 1 мая 1866 был генерал-адъютантом в регионе Мексиканского залива, потом ушёл в отпуск до 23 июня 1866 года. С марта 1867 по май 1868 служил в 5-м военном дистрикте, потом почти год прослужил в Нью-Йорке, а с апреля 1869 по 29 июня 1871 года служил генерал-адъютантом департамента Миссури.
29 июня 1871 года Хартсуфф покинул армию из-за проблем с ранами. В отставке он сохранил звание генерал-майора.
Он умер в Нью-Йорке 16 мая 1874 года и был похоронен на кладбище Вест-Пойнта.